# مفتاح تبديل (لوحة مفاتيح)

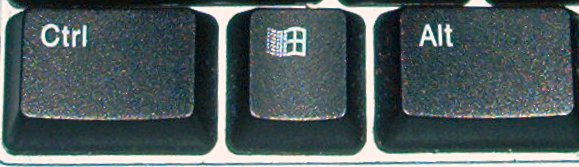
مفتاح Alt على اليمين من لوحة مفاتيح.

مفتاح التبديل (بالإنجليزية: Alt key)‏ في لوحة مفاتيح الحاسوب، هو مفتاحٌ يُستخدَمُ لتغيير (تبديل) وظيفة المفاتيح الأخرى. وبهذا فإنه مفتاح مُعَدِّلٌ (بالإنجليزية: Modifier key)‏، وله وظيفة مشابهة لمفتاح شيفت.